# Lillehammer (plaats)

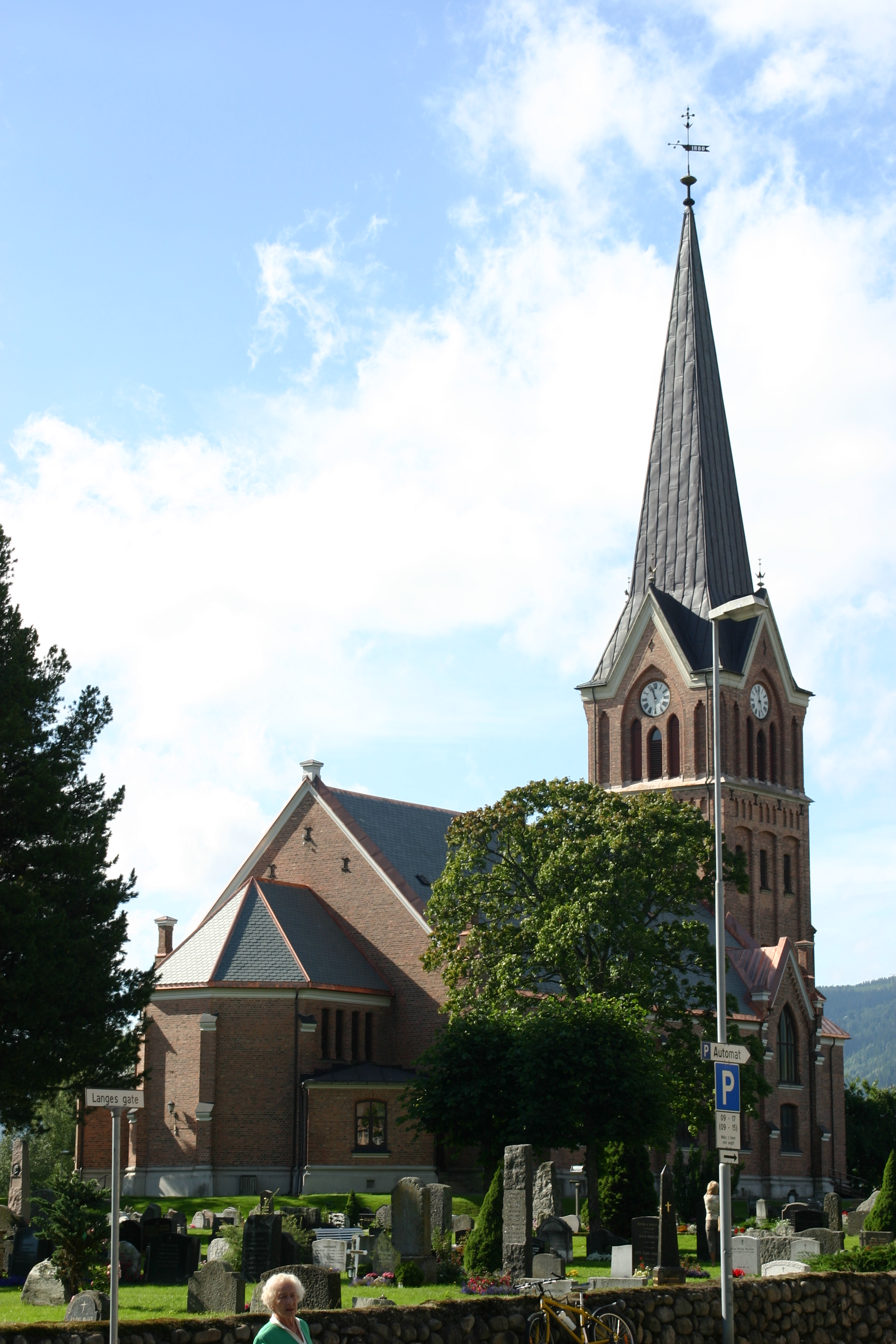
Lillehammer kerk

Lillehammer is een plaats in de gelijknamige Noorse gemeente Lillehammer, provincie Innlandet. Lillehammer telt 19.638 inwoners (2007) en heeft een oppervlakte van 11,98 km².
Lillehammer was de organiserende stad van de Olympische Winterspelen van 1994. Het Junior Eurovisiesongfestival van 2004 vond hier ook plaats. Lillehammer is een  UNESCO City of Literature.

## Geschiedenis
Het gebied zou al bewoond zijn geweest in de Noorse ijzertijd. Rond 1150 werd met de bouw van het houtenkerkje (staafkerk) Garmo begonnen. In de omtrek bevonden zich ook enkele boerderijen in het dal wat Birkebeiner wordt genoemd. Langs deze pas werd de zuigeling en toekomstige koning Haakon IV van Noorwegen in 1204 naar Nidaros vervoerd. De plek werd ook vermeld in 1390 als een plek waar bijeenkomsten werden gehouden. In de 18e eeuw had het een levendige handelsplaats, en kreeg ook de rechten van handelsstad, waarna het op 7 augustus 1827 daadwerkelijk stadsrechten verkreeg. Het stadje had toentertijd circa 50 inwoners met behuizing.
Het stadje Lillehammer werd op 1 januari 1838 ingericht als gemeenteplaats of kapittel (Formannskapsdistrikt) van omringend gebied. Het plaatsje Fåberg kwam daar op 1 januari 1964 bij.
Een inwoner van Lillehammer, Thor Bjørklund, vond in 1925 de kaasschaaf uit.
De stad had begin 20e eeuw een ware aantrekkingskracht voor kunstschilders, door de speciale lichtinval vanuit de heuvels.
Lillehammer kwam in 1973 in het nieuws toen Ahmed Boushiki, een onschuldige Marokkaanse ober, werd vermoord door de Mossad. Deze werd per ongeluk voor Ali Hassan Salameh aangezien. Salameh was verdacht van betrokkenheid bij het bloedbad van München tijdens de Olympische Spelen van 1972 aldaar.
De stad organiseerde op 20 november 2004 het Junior Eurovisiesongfestival 2004.

## Attracties
Het stadje is vooral nog gevuld met attributen die zijn overgebleven uit de periode van de Olympische winterspelen van 1994, zoals de skihellingarena waar de opening en sluiting plaatsvond.
- Maihaugen, een openlucht museum (het grootste van Noorwegen), gelegen in het hart van Lillehammer, bevat 187 huizen uit diverse periodes
- Staafkerk van Garmo (ca.1150), ook te vinden in Maihaugen
- Het kunstmuseum Flygelet
- De Skibladner, een van de oudste raderstoomboten van de wereld, draait in de zomer zijn rondes op het meer van Mjøsa
- Lysgårdsbakken, de skischans die werd gebruikt voor de Olympische winterspelen van 1994.
- Sjusjøen, een groot ski-terrein 20 kilometer vanaf Lillehammer
- Commandocentrum (UKS Hærens Samband), drie kilometer ten noorden van de stad, vrij te bezichtigen voor toerisme
- Rotsbeschilderingen bij Drotten, rotstekeningen die zich bevinden vlak bij Faberg aan de rivier Lågen
- Kerk (uit 1882)
- Noors Olympisch museum
- Bjerkebæk, woonhuis van nobelprijswinnares Sigrid Undset, vrij te bezichtigen
- Hunderfossen familiepark, een familiepark gelegen enkele kilometers van de stad
- Peer Gyntweg, toeristische route
- Het meer Mjøsa

## Sport
Lillehammer was in 1994 gaststad voor de Olympische Winterspelen 1994. Daar hadden de Noorse sporters veel succes. In 2016 mocht de stad nog eens een succesvol evenement organiseren, de Olympische Jeugdwinterspelen 2016.
- Lillehammer IK, ijshockeyclub (speelt in de hoogste league)
- Faaberg Fotball Lillehammer (F.F. Lillehammer) speelt in de tweede divisie
- Lillehammer Skiclub
- Jaarlijkse (maart) Birkebeinerrennet finish
- Lillehammer was in 1999 gastheer van het WK ijshockey.
- In 2008 was Lillehammer een van de vijf speelsteden tijdens het EK handbal (mannen).

## Transport
Langs de stad en het Møjsa-meer loopt de E6 snelweg vanuit het zuiden naar het noordgelegen Trondheim en Narvik.
De Noorse spoorbaan (ook wel de Dovrebanen genoemd) loopt ook langs Lillehammer, waar zich ook een station bevindt, de routes lopen zuidwaarts naar Hamar en Oslo. Noordwaarts kan men richting Trondheim en Bodø.

## Televisie
De Noors-Amerikaanse televisieserie Lilyhammer ontleent zijn naam aan Lillehammer en speelt zich ook grotendeels daar af.

## Geboren
- Per Ivar Moe (1944), schaatser
- Per Bjørang (1948), schaatser
- Berit Aunli (1961), langlaufster
- Brit Pettersen (1961), langlaufster
- Karita Bekkemellem (1965), politica
- Erling Jevne (1966), langlaufer
- Magnus Moan (1983), noordse combinatieskiër
- Edvald Boasson Hagen (1987), wielrenner
- Marte Høie Gjefsen (1989), freestyleskiester
- Per Kristian Hunder (1989), freestyleskiër
- Robert Johansson (1990), schansspringer
- Oskar Svendsen (1994), wielrenner
- Johanne Killi (1997), freestyleskiester

## Externe links

Panorama over Lillehammer, gezien vanaf de olympische skischans